# Frères Sherman
Pour les articles homonymes, voir Sherman.

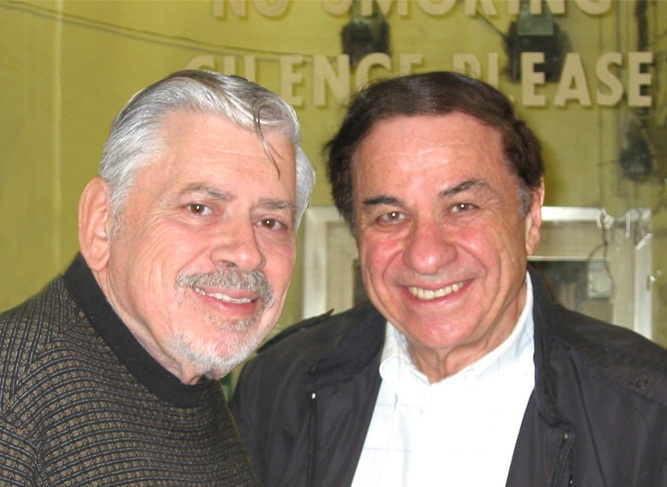
Les frères Sherman en 2002.

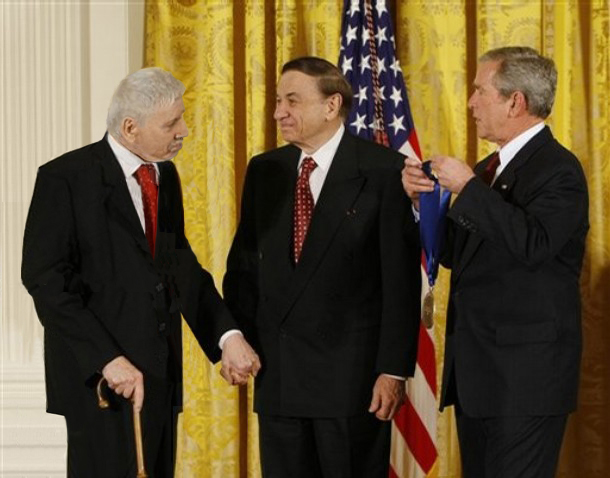
Les frères Sherman recevant la National Medal of Arts. De gauche à droite : Robert B. Sherman, Richard M. Sherman et le président George W. Bush à la Maison-Blanche le 17 novembre 2008.

Les frères Sherman sont un duo de compositeurs et paroliers. Ils ont travaillé pour les studios Disney et pour certaines attractions. Malgré une forte collaboration, ils ont des carrières dissociées après la fin de leur carrière commune pour les studios Disney au milieu des années 1980.
Pour les articles détaillés, voir :
- Robert B. Sherman (19 décembre 1925 - 5 mars 2012) ;
- Richard M. Sherman (12 juin 1928 - 25 mai 2024).

## Carrière commune
Dans les années 1960, les deux frères travaillèrent d'abord avec la Walt Disney Company sur la musique d'attractions des parcs à thèmes, émissions de télévision et quelques films, dont la première version de La Fiancée de papa (The Parent Trap). Leur première chanson pour Disney est un titre populaire intitulé Tall Paul, interprété par Annette Funicello, actrice et chanteuse du studio, alors vendu à plus de 700 000 exemplaires. La chanson Medfield Fight Song, du film Monte là-d'ssus, est la première du duo pour un long métrage Disney, précédée par celle du téléfilm The Horsemasters.
Ils furent classés en première position dans les charts américains en 1961 avec Let's Get it Together et You're Sixteen. On peut aussi citer les chansons de Mary Poppins ou du Livre de la jungle mais c'est surtout les attractions des parcs Disney qui leur doivent un grand honneur avec la célèbre It's a Small World ou l'hymne de Carousel of Progress.
Ils arrêtèrent leur collaboration exclusive avec Disney quelques années après la mort de Walt Disney en 1966 pour commencer une carrière indépendante de producteurs de musique. Leur dernier travail pour Disney est L'Apprentie sorcière (1971) dont le tournage a débuté en novembre 1969. Durant leur collaboration avec Disney, ils ont composé et écrit plus de 200 chansons pour 27 films et deux douzaines de productions télévisuelles, recevant 9 Oscar.
Ils participèrent toutefois pour Disney à l'écriture de six chansons originales pour Les Aventures de Tigrou en 2000.
À la fin des années 1990, Robert s'installe à Londres, mais les deux frères poursuivent leur collaboration et écrivent de nombreuses chansons pour les spectacles musicaux, dont Chitty Chitty Bang Bang et le Mary Poppins produit en collaboration par Disney et Cameron Mackintosh. Chitty est le spectacle à la plus longue durée de vie au London Palladium, il a débuté le 28 avril 2005 à Broadway.
Pour leur contribution à l'industrie du film, les frères Sherman se sont vu décerner une étoile sur le célèbre Hollywood Walk of Fame au 6918 Hollywood Boulevard et furent nommés dans le Songwriters Hall of Fame le 9 juin 2005.

## Œuvres communes

### Musiques de films
- 1961 : Monte là-d'ssus
- 1961 : La Fiancée de papa
- 1962 : Bon voyage !
- 1962 : Un pilote dans la Lune
- 1962 : Compagnon d'aventure
- 1962 : Escapade in Florence
- 1962 : Les Enfants du capitaine Grant
- 1963 : L'Été magique
- 1963 : Merlin l'Enchanteur
- 1964 : Les Mésaventures de Merlin Jones
- 1964 : Mary Poppins
- 1966 : Demain des hommes
- 1967 : Le Plus Heureux des milliardaires
- 1967 : L'Honorable Griffin
- 1967 : La Gnome-mobile
- 1967 : Rentrez chez vous, les singes ! (une chanson)
- 1967 : Le Livre de la jungle
- 1968 : The One and Only, Genuine, Original Family Band
- 1968 : Chitty Chitty Bang Bang
- 1968 : Frissons garantis
- 1970 : Les Aristochats
- 1971 : L'Apprentie sorcière
- 1972 : Snoopy, Come Home
- 1973 : Le Petit Monde de Charlotte (Charlotte's Web)
- 1973 : Tom Sawyer[6]
- 1974 : Les Aventures de Huckleberry Finn
- 1976 : The Slipper and the Rose: The Story of Cinderella
- 1977 : Les Aventures de Winnie l'ourson
- 1978 : La Magie de Lassie (The Magic of Lassie)
- 1982 : Magic Journeys (film pour une attraction)
- 1983 : Sacrée journée pour Bourriquet (Winnie the Pooh and a Day For Eeyore)
- 1993 : Little Nemo: Adventures in Slumberland
- 2000 : Les Aventures de Tigrou

### Musiques de téléfilms et séries télévisées
- 1961 : The Horsemasters de William Fairchild, téléfilm
- 1962 : Escapade in Florence, téléfilm
- 1965 : Gallegher, série télévisée en trois saisons intitulées 
  - The Adventures of Gallegher
  - The Further Adventures of Gallegher
  - Gallegher Goes West

### Musique d'attractions
- La Boîte à souvenirs : pré-show de l'attraction Captain'EO (EuroDisneyland 1992) constitué de 12 projecteurs de diapositives synchronisés
- There's a Great Big Beautiful Tomorrow pour Carousel of Progress
- Miracles from Molecules pour Adventure Thru Inner Space
- One Little Spark pour Journey Into Imagination
- It's a Small World pour l'attraction de la foire internationale de New York 1964-1965 et celles homonymes des parcs Disney.
- Magic Highways pour Rocket Rods
- Making Memories pour Magic Journeys